# Palazzo Guarini
Il palazzo Guarini è un palazzo nobiliare sito a Forlì lungo la via Emilia, l'odierno corso Giuseppe Garibaldi al civico 94, all'angolo con via Torelli.
Il palazzo ha origini cinquecentesche e appartenne prima alla famiglia Torelli poi alla famiglia Fabri Guarini.
Subì una ristrutturazione tra il XVII e il XVIII secolo.
L'esterno del palazzo ha un aspetto molto semplice e presenta all'angolo un balcone cinquecentesco. Il portale invece risale al seicento.
All'interno si trova un cortile con il porticato di forma quadrata e un giardino, con una torre colombaia, confinante col Palazzo Sassi Masini, il quale si affaccia sulla via Maroncelli.
Le stanze presentano ancora gli arredi settecenteschi e le decorazioni e i dipinti neoclassici di Felice Giani.

## Galleria d'immagini

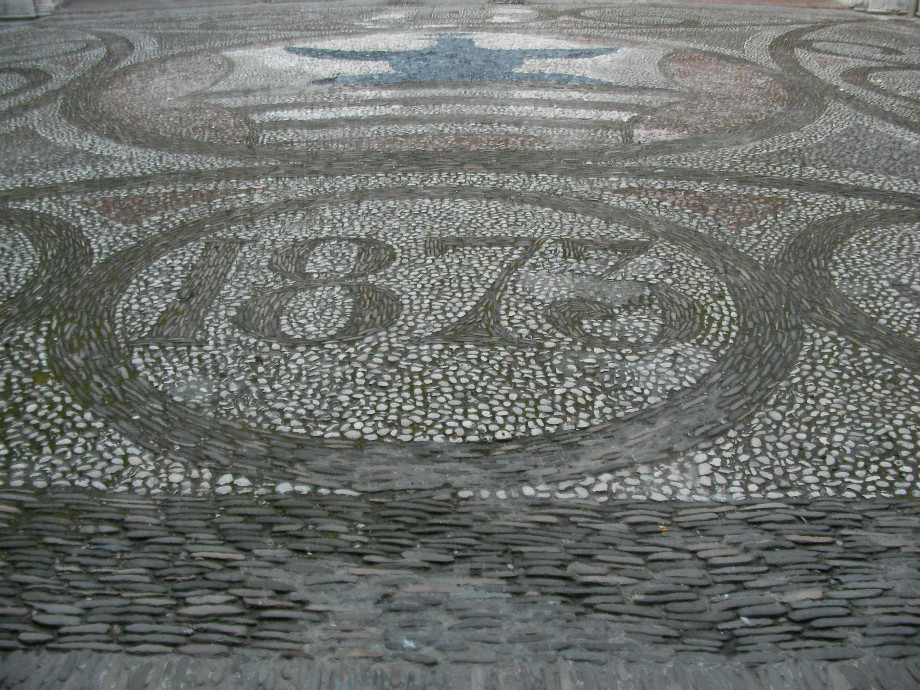
Il pavimento del cortile
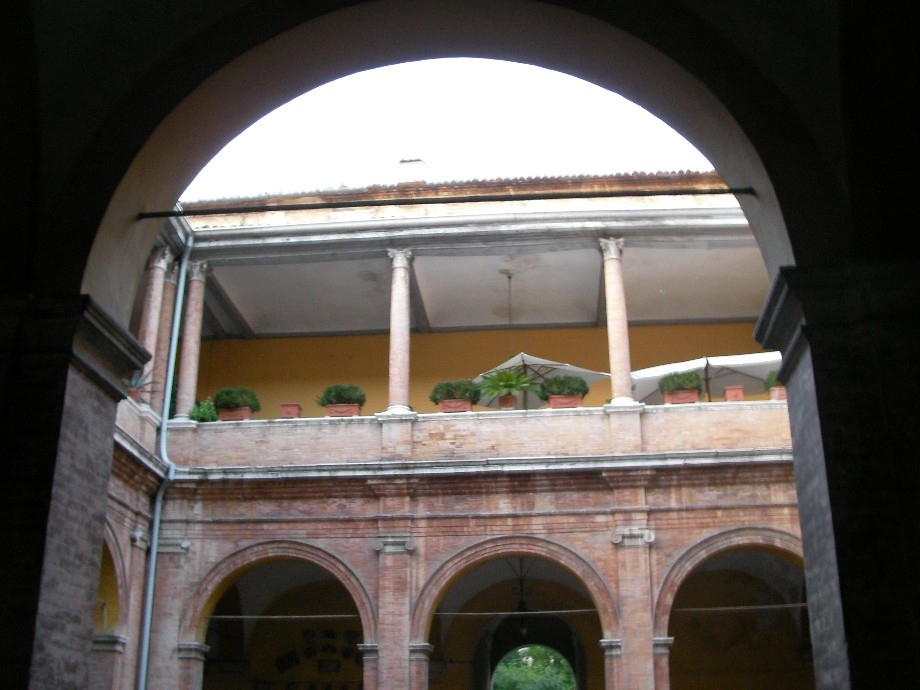
Il cortile
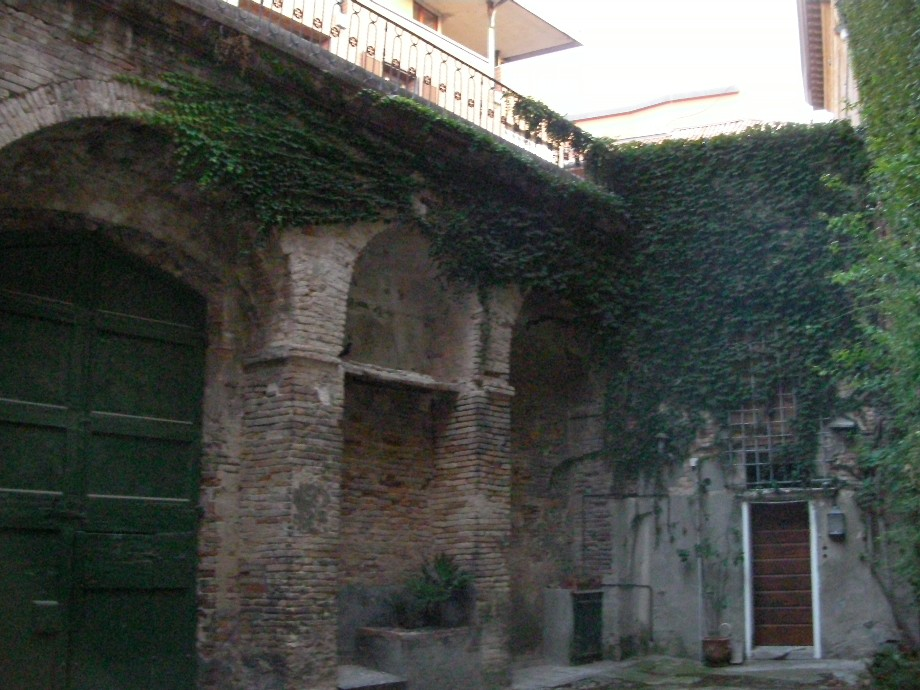
Un piccolo cortile laterale